# Тридцять шість видів Фудзі (Хіросіге)
«Тридцять шість видів Фудзі» (яп. 富士 三 十六 景) — назва двох серій кольорових гравюр японського художника Утаґава Хірошіґе. Обидві серії складаються з 36 гравюр, що зображують гору Фудзі з різних ракурсів. Перша серія гравюр, горизонтального формату, з'явилася в 1852. Друга серія, з гравюрами вертикального формату, видана в 1858 після смерті художника. Кілька гравюр з цієї серії дослідники приписують учневі Хіросіге, Хіросіге II.